# Wilhelm Hordliczka
Wilhelm Józef Hordliczka (ur. 4 lutego 1864 w Zagórzu w powiecie będzińskim) – polski kupiec, przedsiębiorca, działacz społeczny.

## Życiorys
Od 1888 do co najmniej 1938 był członkiem władz Towarzystwa Przemysłowego „Leśmierz”, później przekształconego w Spółkę Akcyjną Cukrownia i Rafineria „Leśmierz”. Przed 1900 rokiem, wspólnie z Antonim Stamirowskim prowadził dom agenturowy przy ulicy Średniej 21 w Łodzi. W 1905 roku utrzymywali oni biuro i magazyn w dawnych składach firmy Schlössera przy ulicy Piotrkowskiej 150. Przed 1909 rokiem Dom Handlowy „Hordliczka i Stamirowski” stał się przedstawicielstwem Towarzystwa Akcyjnego „Siemens & Halske” z siedzibą w Petersburgu i Berlinie (jako reprezentacja filii warszawskiej), zakładów „Siemens-Schuckert” z siedzibą w Berlinie oraz Zgorzeleckiej Fabryki Maszyn, Fabryki Kotłów C. i L. Steinmuller oraz Towarzystwa Ubezpieczeniowego „Rossija”. Ich firma wykonywała urządzenia wchodzące w zakres elektrotechniki (instalacje oświetleniowe, energetyczne, elektrochemiczne, telefoniczne i telegraficzne, sygnalizacje przeciwpożarowe, urządzenia elektromedyczne, instalacje zasilane prądem z elektrowni łódzkiej, także prowadziła sprzedaż wodomierzy i pirometrów, chemikaliów, krochmali, papieru opatrunkowego, tektury żakardowskiej i introligatorskiej, smarów i innych materiałów).

### Pozostała działalność
W 1906 kandydował w wyborach do Dumy Państwowej. Był wieloletnim prezesem Rady Opiekuńczej Szkoły Zgromadzenia Kupców w Łodzi (od 1908), prezesem kuratorium Wyższej Szkoły Nauk Społecznych i Ekonomicznych w Łodzi (1925), współzałożycielem Towarzystwa Popierania Pracy Społecznej w Łodzi, członkiem rady Towarzystwa Wzajemnego Kredytu Handlowo-Przemysłowego, rady nadzorczej firmy „Leonhardt, Uoelher i Girbardt”, zarządu Chrześcijańskiego Towarzystwa Ochrony Kobiet w Łodzi. Był członkiem komisji rewizyjnej Komitetu Biblioteki Publicznej w Łodzi oraz, w 1917 roku, fundatorem jej pierwszej siedziby – czteropokojowego mieszkania na pierwszym piętrze należącej do niego kamienicy przy ul. Piotrkowskiej 150.

### Życie prywatne
Był synem Józefa Hordliczki i Marii Amalii z domu Sztajn. Jego żoną była Helena z d. Legis (ur. 1888). w 1918 zamieszkali przy ul. Piotrkowskiej 213.

## Odznaczenia
- Krzyż Kawalerski Orderu Odrodzenia Polski (1938)[17][18] – za zasługi na polu pracy zawodowej[18].